# Nymphargus pluvialis
Nymphargus pluvialis es una especie de anfibio anuro de la familia Centrolenidae.

## Distribución geográfica
Esta especie habita entre los 1820 y 2000 m de altitud en la Cordillera Oriental.
- en Perú en la provincia de La Convención en la región de Cuzco,
- en Bolivia en la provincia de Nor Yungas en el Departamento de La Paz.[4]

## Publicación original
- Cannatella & Duellman, 1982 : Two new species of Centrolenella, with a brief review of the genus in Perú and Bolivia. Herpetologica, vol. 38, n.º 3, p. 380-388.[5]